# 284 Амалия
284 Амалия е голям астероид от основния пояс. Открит е от Огюст Шарлоа на 29 май 1889 г. в Ница.